# Carlo Antonio Bussi

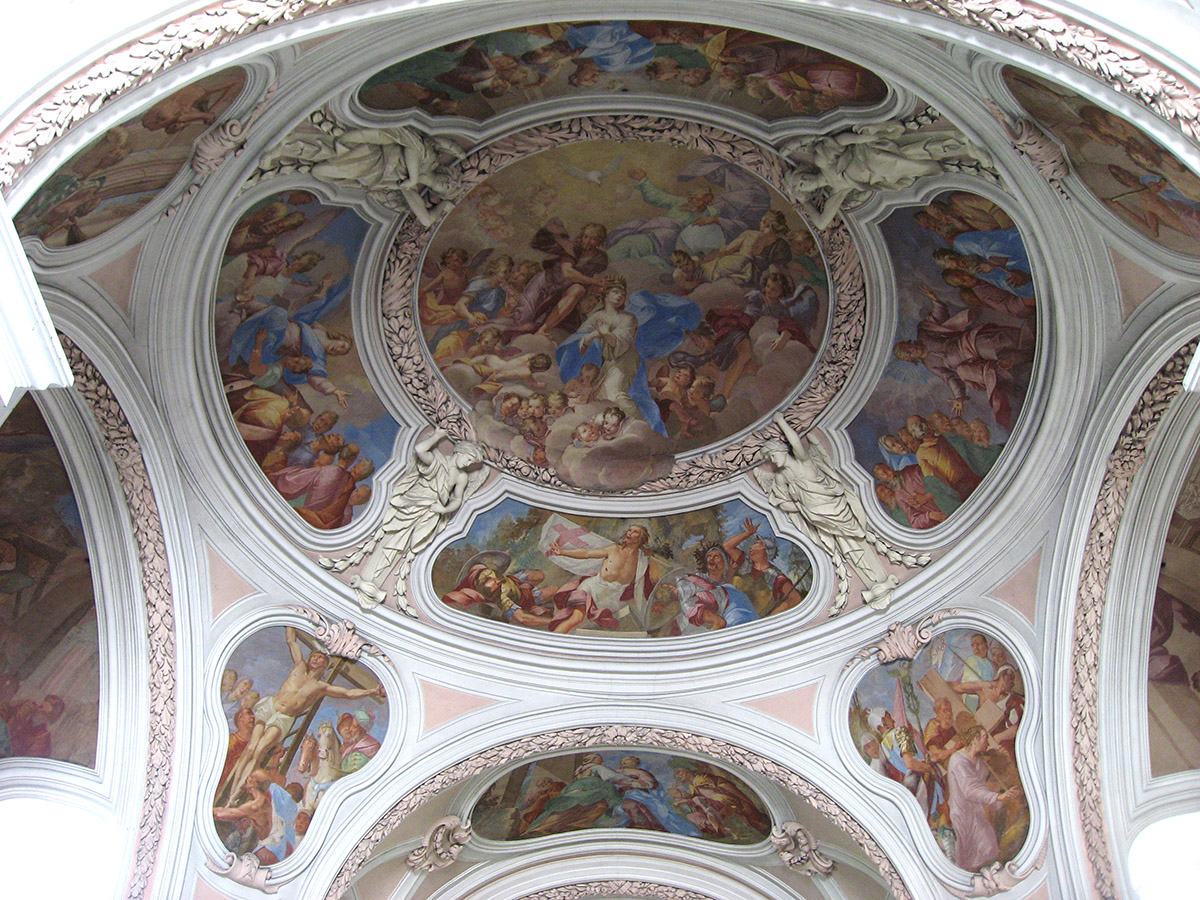
Fresko von Carolo Antonio Bussi in der Dörfelkirche, Vöcklabruck

Carlo Antonio Bussi (* 1658 in Bissone; † 15. Juli 1690 in Vöcklabruck) war ein Schweizer Freskomaler, der in der Barockzeit zahlreiche Kirchen und Klöster im heutigen Oberösterreich und Niederbayern künstlerisch gestaltete, unter anderem den Passauer Dom.

## Werdegang
Er wurde 1658 als zweites von acht Kindern des Malers Giovanni Francesco Bussi in Bissone am Luganersee geboren. Irrtümlicherweise wird teilweise auch das Geburtsjahr 1650 angeführt. Er heiratet 1682 Margarete, Tochter des berühmten Künstlers – vielleicht auch seines Mentors, zumindest aber Vorbilds – Carpoforo Tencalla. Nach dessen Tod im Jahr 1685 vollendete Carlo Antonio das Werk seines Schwiegervaters: zunächst den Freskenzyklus im Chorraum der Pfarrkirche San Carpoforo in Bissone und anschliessend auch die Fresken im Seitenschiff des Stephansdoms in Passau mit dem Apsisfresko. Im April 1687 erhielt er den Auftrag für die Freskierung an der Orgelunterwölbung und je vier Joche der Seitenschiffe im Passauer Dom, die er im Sommer 1688 vollendete. Im darauf folgenden Jahr stattete er die Hofkapelle in der fürstbischöflichen Residenz aus, wovon bis heute allerdings lediglich das Deckenfresko erhalten ist.

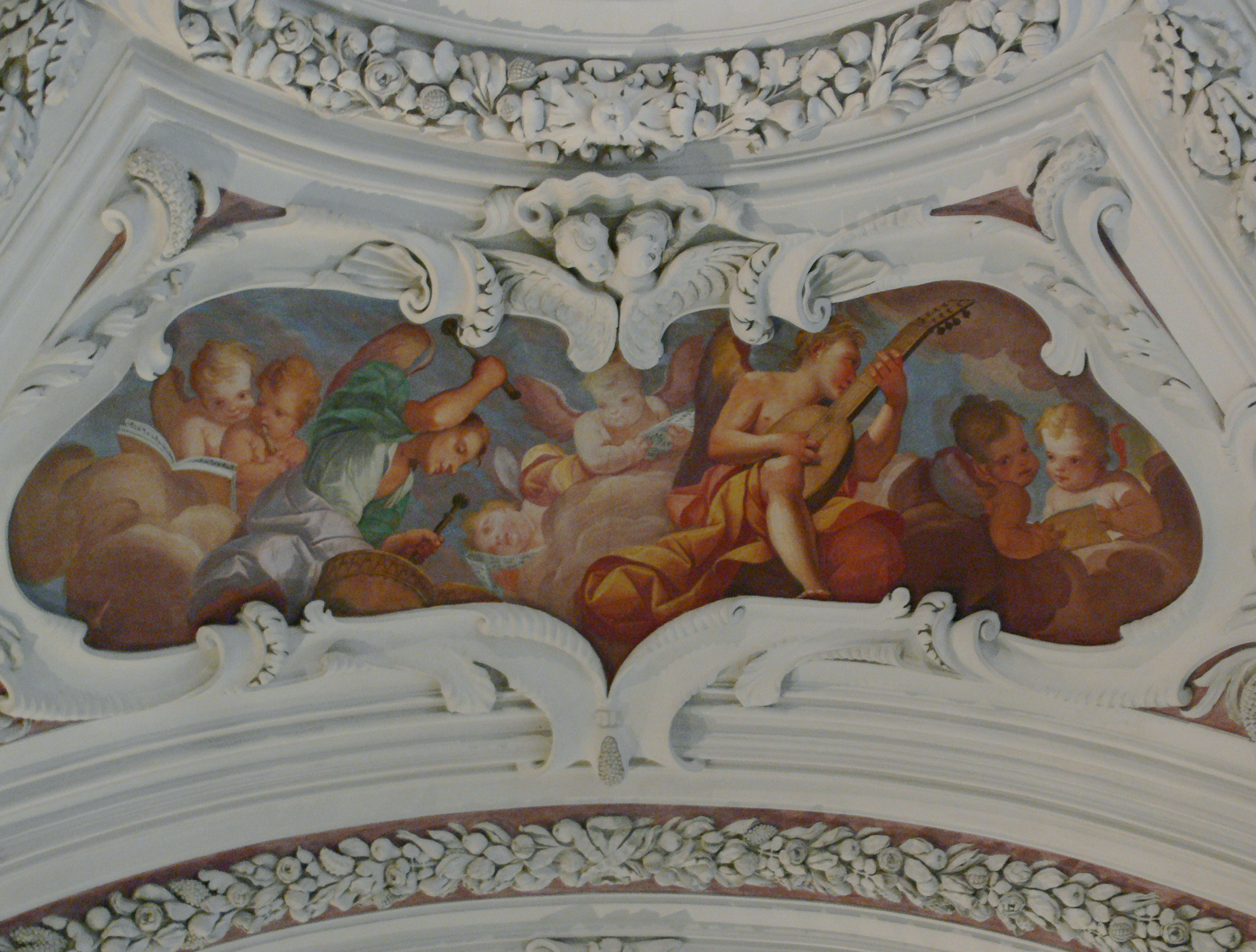
Passau, Dom Sankt Stephan, Gemälde unter der Orgelempore, Engelskonzert (1687/1688)

Am 10. November 1689 nahm Carlo Antonio den Auftrag für die Freskierung der Ägidiuskirche (Dörfelkirche) in Vöcklabruck an. Hier starb er jedoch überraschend am 15. Juli 1690. Den Auftrag führte Giovanni Battista Colomba zu Ende.